# Station Vincey
Station Vincey is een spoorwegstation in de Franse gemeente Portieux.